# منتخب كندا تحت 19 سنة لكرة السلة
منتخب كندا تحت 19 سنة لكرة السلة (بالإنجليزية: Canada national under-19 basketball team)‏ هو ممثل كندا الرسمي في المنافسات الدولية في كرة السلة 
.